# Parydra flavitarsis
Parydra flavitarsis är en tvåvingeart som först beskrevs av Dahl 1964.  Parydra flavitarsis ingår i släktet Parydra och familjen vattenflugor. Inga underarter finns listade i Catalogue of Life.